# Northwest Bon Homme (Dakota del Sur)
Northwest Bon Homme es un territorio no organizado ubicado en el condado de Bon Homme en el estado estadounidense de Dakota del Sur. En el Censo de 2010 tenía una población de 403 habitantes y una densidad poblacional de 1,12 personas por km².

## Geografía
Northwest Bon Homme se encuentra ubicado en las coordenadas 43°4′30″N 97°58′47″O / 43.07500, -97.97972. Según la Oficina del Censo de los Estados Unidos, Northwest Bon Homme tiene una superficie total de 358.45 km², de la cual 357.96 km² corresponden a tierra firme y (0.14%) 0.49 km² es agua.

## Demografía
Según el censo de 2010, había 403 personas residiendo en Northwest Bon Homme. La densidad de población era de 1,12 hab./km². De los 403 habitantes, Northwest Bon Homme estaba compuesto por el 97.52% blancos, el 0% eran afroamericanos, el 0% eran amerindios, el 0% eran asiáticos, el 0% eran isleños del Pacífico, el 1.74% eran de otras razas y el 0.74% pertenecían a dos o más razas. Del total de la población el 0.99% eran hispanos o latinos de cualquier raza.